# Pikotek

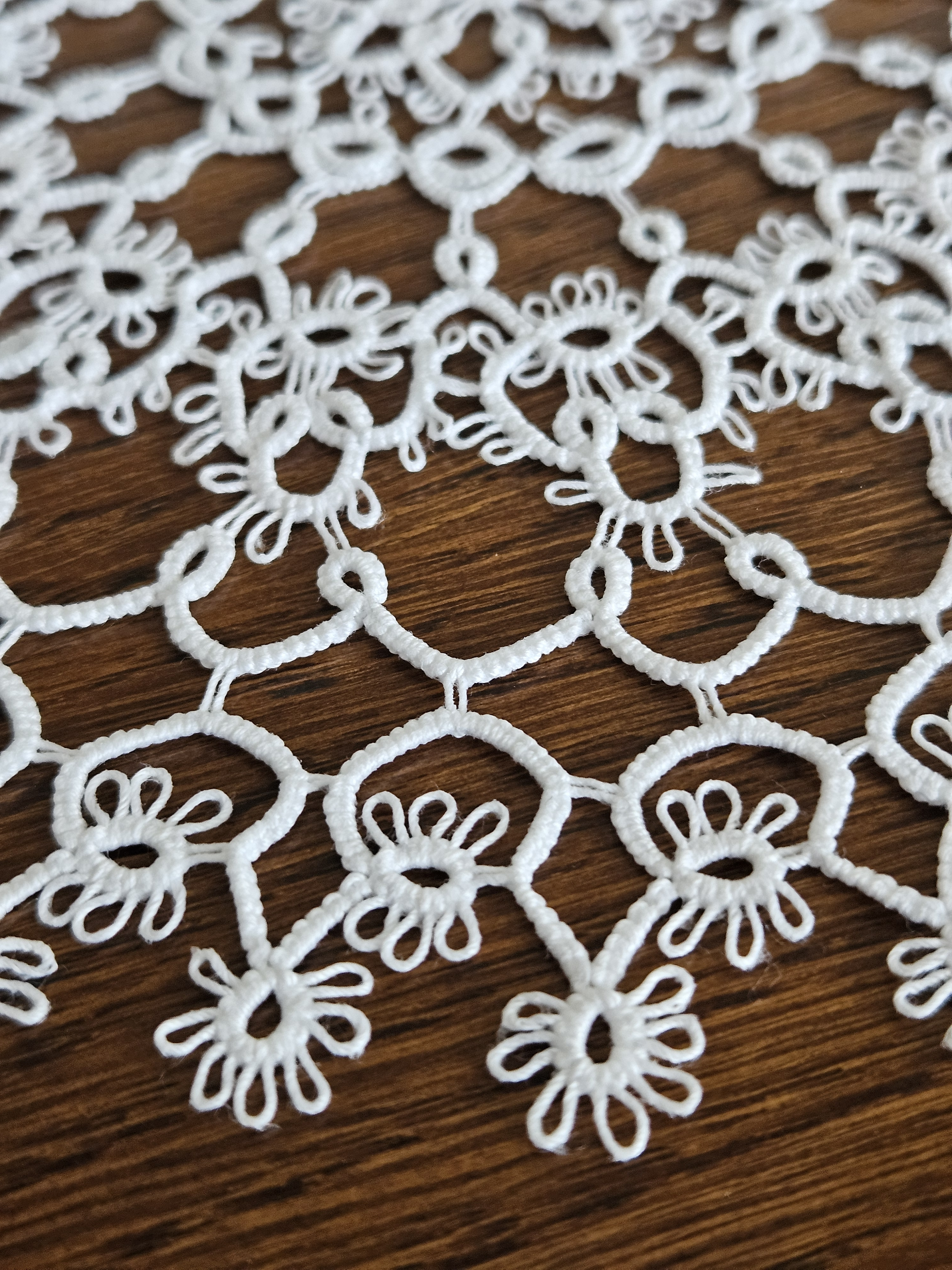
Serwetka wykonana w technice koronki czółenkowej (frywolitki). Zbliżenie na kółeczka wykończone pikotkami

Pikotek, pikot, pikotka – pętelka z nici wykonana w celu użytkowym lub zdobniczym wzdłuż krawędzi koronki lub wstążki, robótki szydełkowej, tkaniny dzianej lub we frywolitce. Pętle różnią się rozmiarem i formą (drobne oczka, ząbki, pętelki) w zależności od ich funkcji i zamysłu artystycznego.
„Picot”, wymawiane jako /piko/, jest zdrobnieniem pochodzącym od francuskiego czasownika piquer, „kłuć”.

## Metoda wykonania i zastosowanie
Propozycje zdobień pikotkami odzieży (głównie kobiecej i dziecięcej) i dekoracyjnych tkanin domowych (serwetek, kap na łóżko lub kołyskę itp.) publikowano powszechnie w XIX-wiecznych europejskich (także polskich) i amerykańskich czasopismach dla kobiet. Instrukcje przedstawiano w formie ilustrowanych przykładów i schematów wraz (lub tylko) z opisami kolejnych kroków wykonania rękodzieła. Dotyczyły zarówno techniki frywolitkowej, jak i szydełkowej.
W XX i XXI wieku w Polsce technika wykonywania pikotków demonstrowana i nauczana była (i nadal jest) w publikacjach książkowych, poradnikach, czasopismach, a także w mediach, w tym w social mediach.

### Pikotek we frywolitce
Pikotki we frywolitce (koronka czółenkowa) to niewielkie pętelki nici, które pełnią funkcję dekoracyjną lub konstrukcyjną, umożliwiając łączenie elementów frywolitki. Jedną z tradycyjnych metod ich wykonywania jest użycie tzw. igły frywolitkowej lub czółenka frywolitkowego. Przykłady znanych wzorów to mały pikot Józefiny, duży pikot Józefiny.
Aby wykonać pikotek na kółeczku przy pomocy czółenka, należy:
1. Rozpocząć tworzenie kółeczka, wykonując kilka podwójnych węzełków na ruchomej pętli.
2. W miejscu planowanego pikotka pozostawić przerwę między kolejnymi węzełkami. Przestrzeń ta utworzy późniejszą pętelkę.
3. W celu zachowania jednakowej długości pikotków można posłużyć się miernikiem lub szpilką, bądź przytrzymać nić palcami.
4. Za pozostawioną przerwą wykonać kolejny podwójny węzełek, mocując pikotek w odpowiednim miejscu.
5. Kontynuować wykonywanie węzełków zgodnie z planowanym wzorem. Po uzyskaniu wymaganej liczby węzłów, zaciągnąć ruchomą pętlę, zamykając kółeczko.

Długość pikotków może być dostosowana do funkcji, jaką mają pełnić – krótsze stosuje się zazwyczaj do łączenia elementów, natomiast dłuższe pełnią funkcję ozdobną. Na jednym kółeczku można wykonać jeden lub kilka pikotków, oddzielając je odpowiednią liczbą węzełków.

### Pikotek w szydełkowaniu

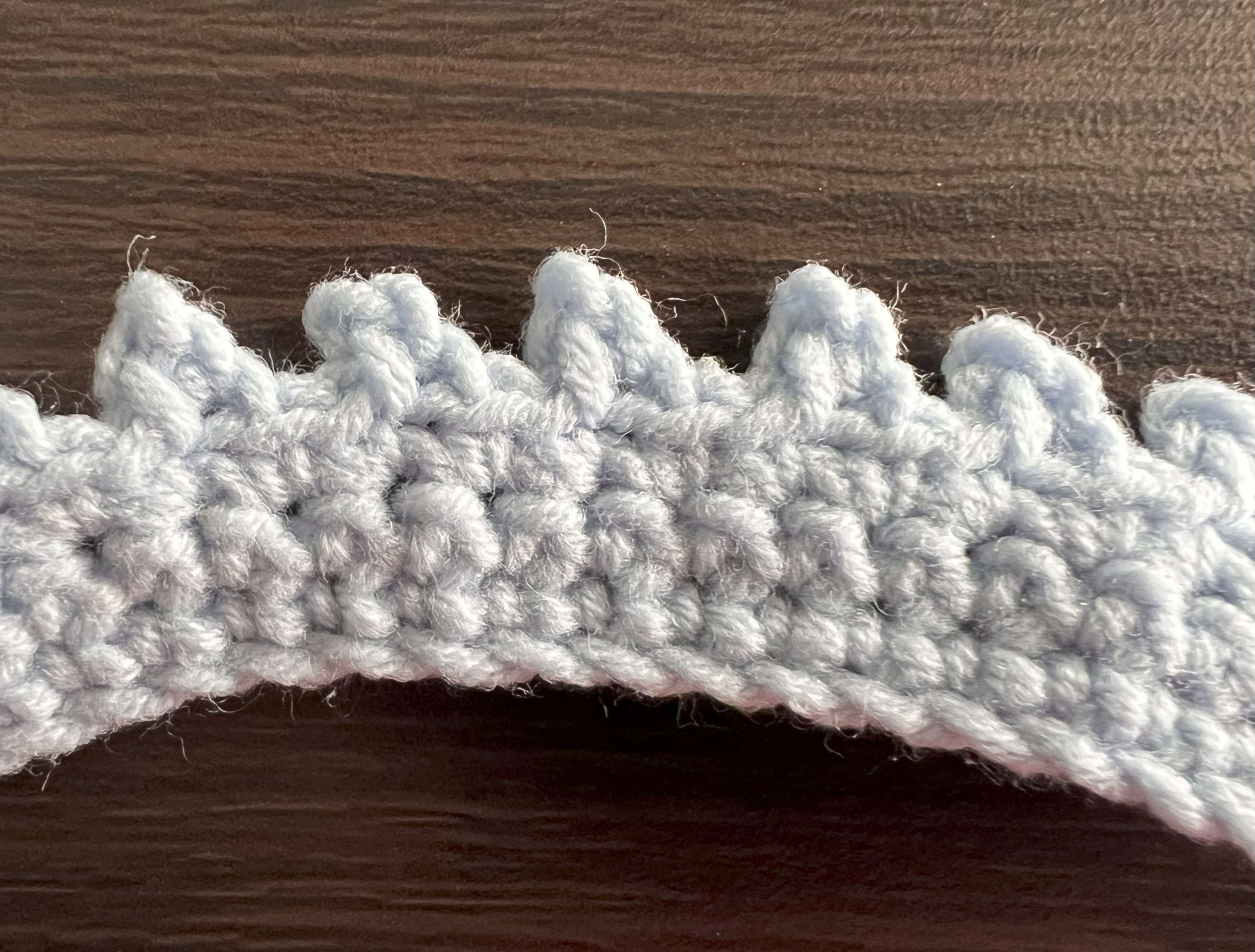
Pikotki wykonane na szydełku

Pikotki w szydełkowaniu to niewielkie wypustki w formie pętelek, które pełnią funkcję dekoracyjną, nadając brzegom robótki lekkości i koronkowego charakteru. Są często spotykane w obrębianiu serwetek, koronkach i wykończeniach ubrań.
Aby wykonać podstawowy pikotek szydełkowy:
1. Należy wykonać odpowiednią liczbę oczek ścisłych(inne języki) lub półsłupków, aż dojdziesz do miejsca, w którym ma się znaleźć pikotek.
2. W tym miejscu należy zrobić 3 oczka łańcuszka (liczba ta może być większa lub mniejsza w zależności od pożądanego rozmiaru pikotka).
3. Następnie trzeba wbić szydełko w pierwsze z tych oczek (najbliżej podstawy) lub w oczko u podstawy pikotka (w zależności od wzoru) i wykonać oczko ścisłe zamykające – powstaje w ten sposób mała pętelka odstająca od głównej robótki.
4. Należy kontynuować pracę zgodnie z dalszym wzorem.

Pikotki można także wykonywać w odmianach – z większej liczby oczek łańcuszka lub łącząc je w grupy. W zależności od sposobu wbicia szydełka, pikotek może być bardziej wypukły lub płasko przylegający do robótki.